# منطق انگارشی
منطق انگارشی (Default Logic) گونه ای منطق غیر یکنواخت است که به صوری سازی استنتاج کردن با پیش فرض گرفتن انگاره‌ها می‌پردازد.
عباراتی چون، به صورت پیش فرض چیزی درست است، به این نوع منطق اشاره دارد. برای نمونه «پرنده جانوری است که پرواز می‌کند» از این عباراتها است. این عبارت درست است در حالی که برای نمونه پنگوئن پرنده است و پرواز نمی‌کند. شاید عبارت بهتر بتواند این باشد: «پرنده‌ها بیشتر پرواز می‌کنند». افزودن واژگانی چون «بیشتر» و «به طور معمول» اشاره به پیش فرضی دارد که می‌گوید اگر استثناها را کنار بگذاریم، آن عبارت درست است.

### تعریف رسمی
منطق انگارشی از یک زوج (W, D) تشکیل می‌شود که در آن W «مجموعه‌ای از عبارت‌های منطقی است، که از آنها مطمئن هستیم»  و D «مجموعه‌ای از قواعد منطقی پیش‌فرض است». به W نظریه پیش‌زمینه می‌گوییم و ممکن است به زبان منطق مرتبه اول یا به زبان منطق گزاره‌ای بیان شده باشند. هر یک از قواعد D به صورت زیر شامل سه بخش هستند:
{\displaystyle {\frac {\mathrm {Prerequisite:Justification} _{1},\dots ,\mathrm {Justification} _{n}}{\mathrm {Conclusion} }}}
که در آن Prerequisite بخش مقدم در قاعده است، و justification ها توجیهات هستند. اگر بخش مقدم از مجموعه W قابل استنتاج باشد (یعنی از دانش قطعی ما قابل نتیجه‌گیری باشد) و بخش توجیهات با آن سازگار باشد (یعنی دانش قطعی ما را نقض نکند) در این صورت ما می توانیم conclusion یعنی بخش تالی را به نظریه خود اضافه کنیم.
به عنوان مثال، اگر بر اساس نظریه بدانیم که موجودی پرنده است اگر در دانش پیش‌زمینه به طور صریح بیان نشده باشد که این پرنده پرواز نمی‌کند پس می‌توانیم نتیجه بگیریم این موجود پرواز می‌کند.

### توسیع منطق انگارشی
اعمال کردن یک قاعده منطق پیش‌فرض به معنای آن است که نتایجی که از آن منطق حاصل می‌شود را به نظریه خود اضافه کنیم. با اعمال کردن یک قاعده می‌توانیم بقیه قواعد را نیز به مجموعه پیش‌زمینه خود اضافه کنیم. زمانی که دیگر هیچ قاعده‌ای نباشد که بتوانیم آن را به مجموعه خود اضافه کنیم در آن زمان مجموعه به دست آمده را توسیع مجموعه خود می‌نامیم. ترتیب اعمال قواعد ممکن است باعث شود که مجموعه نتیجه ای که به دست می‌آوریم متفاوت باشد.